# Kipahulu (Hawái)
Kipahulu es un área no incorporada ubicada en el condado de Maui en el estado estadounidense de Hawái.

## Geografía
Kipahulu se encuentra ubicado en las coordenadas 20°39′39″N 156°6′0″O / 20.66083, -156.10000.